# Музей искусств Толидо
Музей искусств Толидо (англ. Toledo Museum of Art) — крупнейший художественный музей в Толидо (штат Огайо). В его собрании более чем 30 000 экспонатов.
Музей основан в 1901 году стеклозаводчиком Эдвардом Либби. С 1912 года занимает нынешнее здание, своим стилем напоминающее храмы древнего мира. Здание дважды расширялось (в 1920-х и 1930-х годах). Директором музея с 2010 года является Брайан Кеннеди (девятый по счёту руководитель).
Музею принадлежит значимое собрание картин европейских и американских художников XIX—XX веков и большая коллекция изделий из художественного стекла. Интерес также представляют отделы античности, эпохи Возрождения и японского искусства.
В восточном крыле музейного здания расположен концертный зал (Peristyle), пристроенный в 1930-х годах в стиле неоклассицизма. Это основная концертная площадка для симфонического оркестра Толедо. Рассчитан на 1750 мест.
В 2001 году при музее открылся парк скульптуры, расположенный в створе улицы Монро. Здесь представлены произведения скульпторов второй половины XX века, преимущественно американских.
Центр визуального искусства, построенный в 1990-е годы по проекту Фрэнка Гери, включает в себя библиотеку, музей, а также студии, офисные и учебные помещения для художественного факультета Университета Толедо.

В 2000 году японская архитектурная фирма SANAA спроектировала отдельный корпус для размещения коллекции изделий из стекла. Созданный ею Стеклянный павильон (Glass Pavilion) был открыт в августе 2006 года и удостоился восторженных отзывов архитектурных критиков. В интерьере примечательна масштабная скульптура из стекла (Campiello del Remer #2), выполненная Дейлом Чихули.

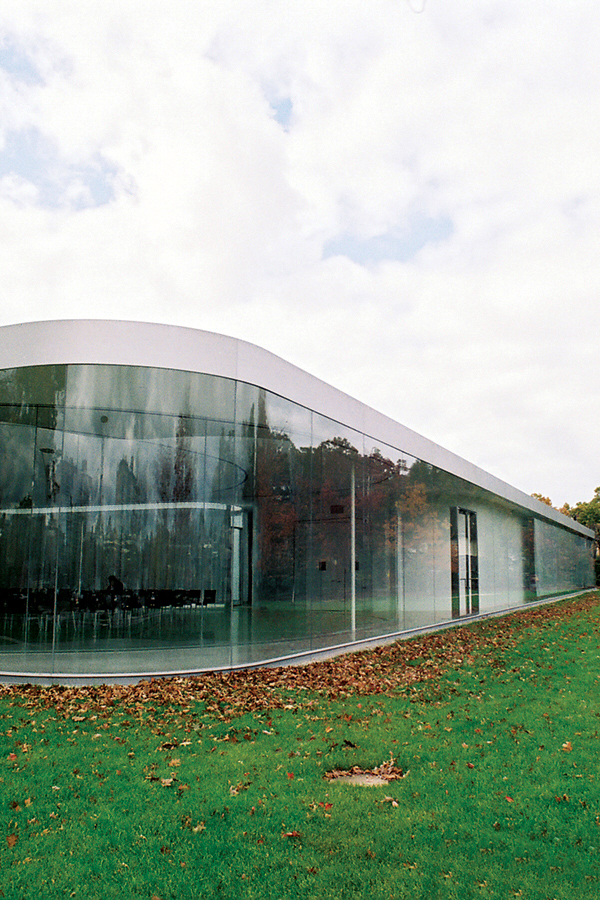
Стеклянный павильон
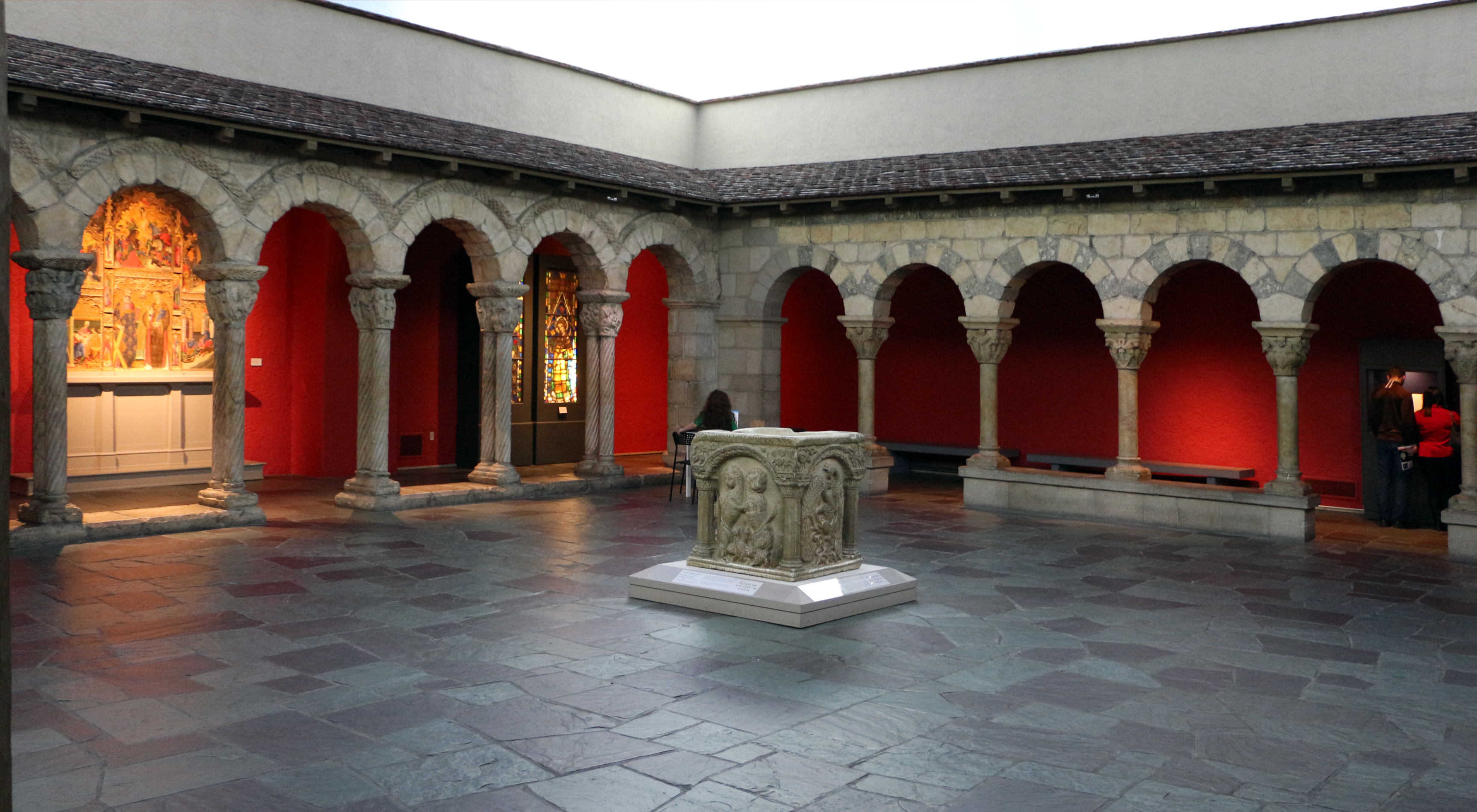
Клуатр (экспозиция средневекового искусства)
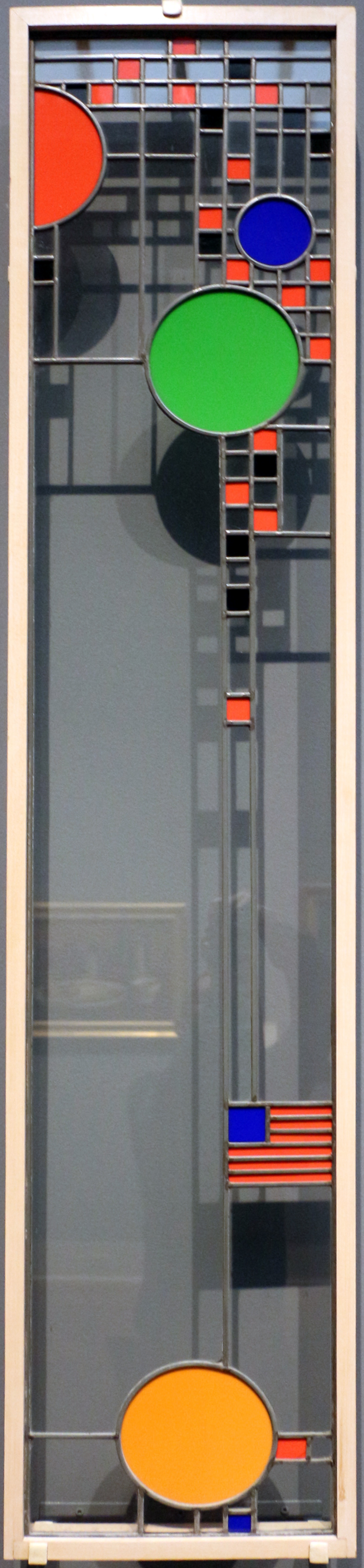
Окно особняка Кунли (Ф. Л. Райт, 1912)
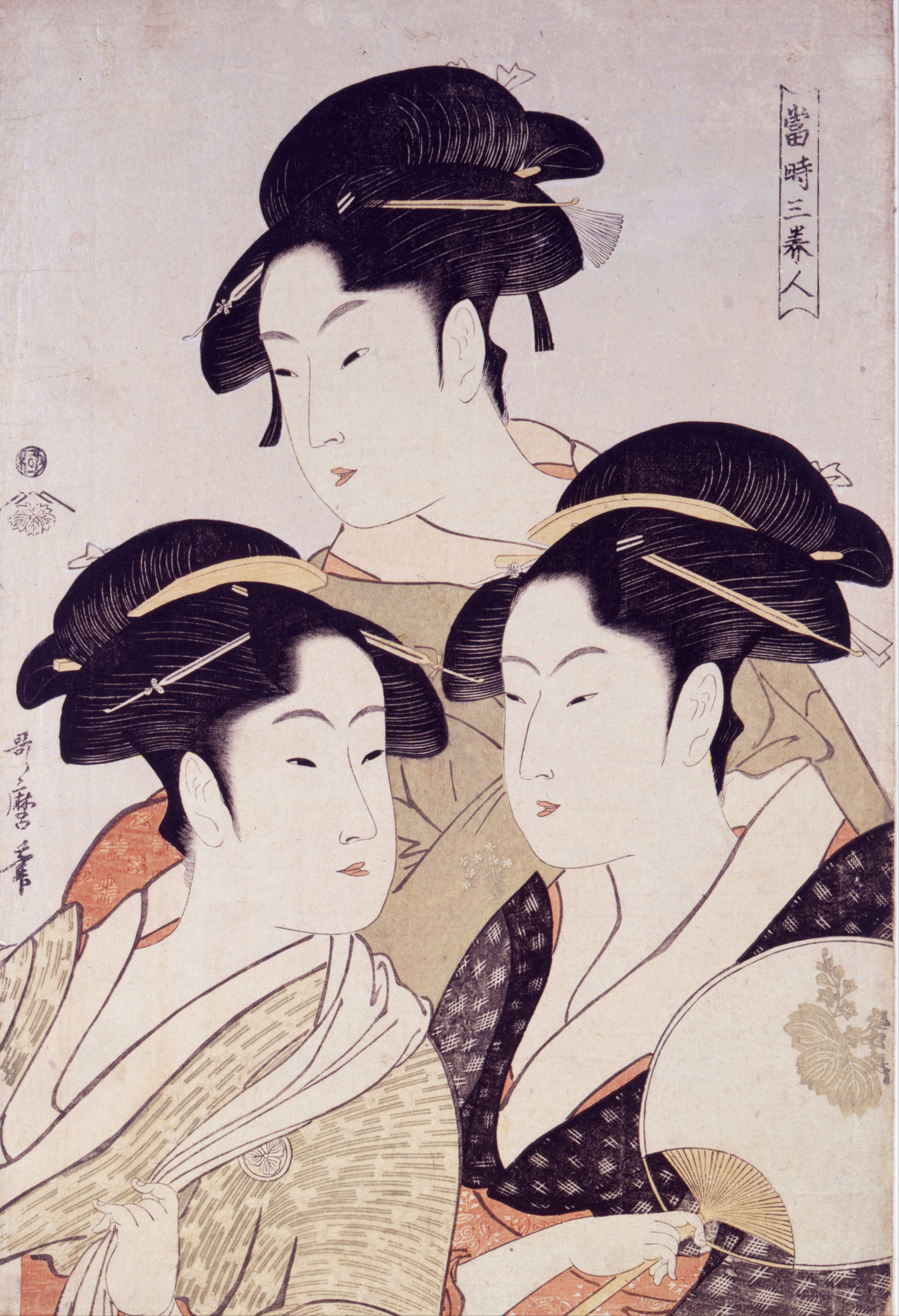
«Три красавицы наших дней» (гравюра Утамаро)
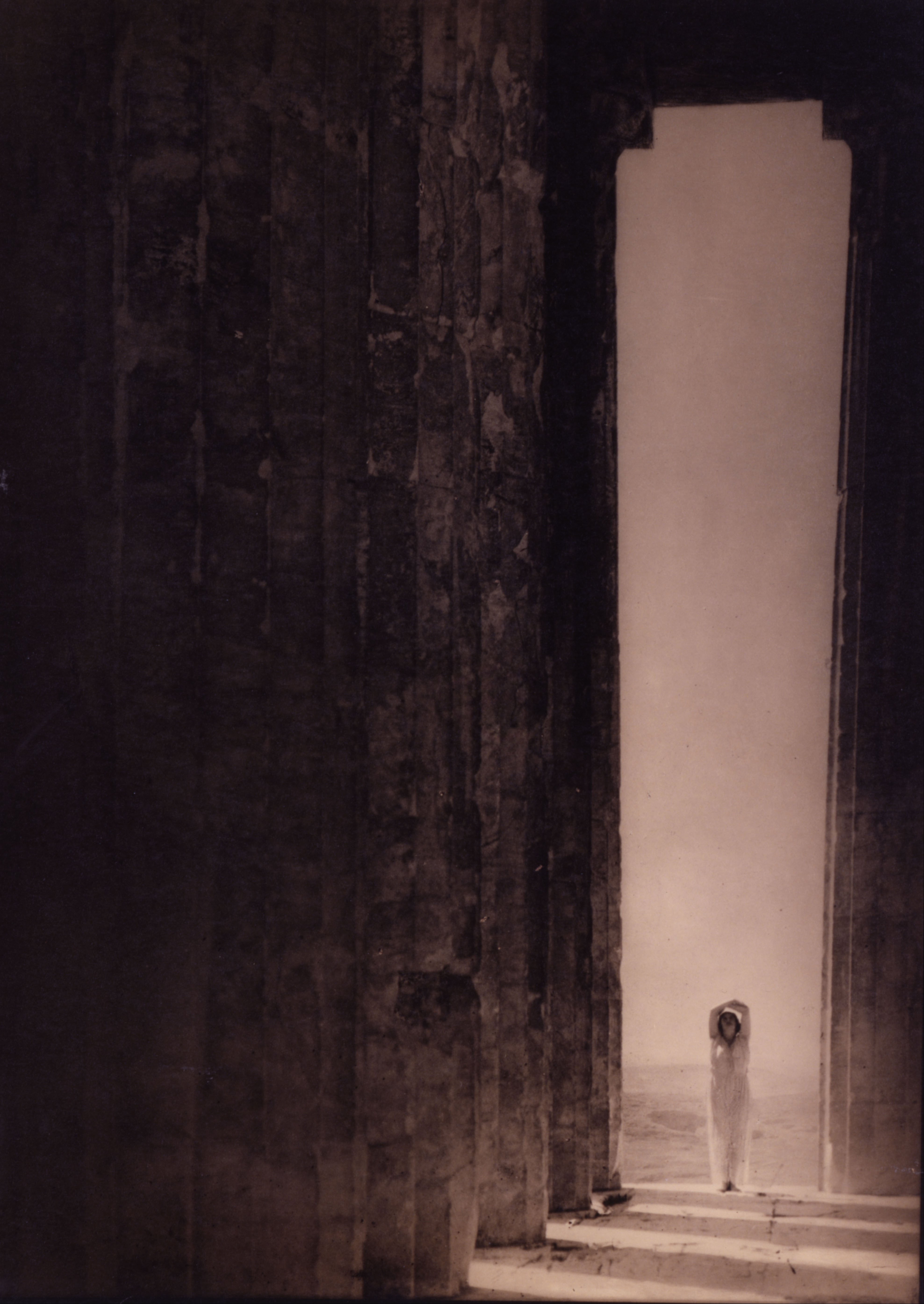
«Айседора Дункан в Парфеноне» (фотография Стайхена)